# Kansas City Chiefs 1992
La stagione 1992 dei Kansas City Chiefs è stata la 23ª nella National Football League e la 33ª complessiva.
L'ex quarterback dei Seattle Seahawks Dave Krieg giocò bene per i Chiefs passando 3.115 yard. La difesa fu comunque la chiave della terza qualificazione ai playoff consecutiva, con Derrick Thomas e Neil Smith che fecero registrare 14,5 sack a testa.

## Roster
| Roster dei Kansas City Chiefs nel 1992 |
| --- |
| Quarterback - 17 Dave Krieg Running Back - 38 Kimble Anders - 43 Bill Jones - 48 Todd McNair - 35 Christian Okoye - 44 Harvey Williams KR - 23 Barry Word Wide Receiver - 82 Tim Barnett - 88 J.J. Birden - 84 Willie Davis - 86 Emile Harry - 81 Tony Hargain - 80 Fred Jones - 83 Michael Smith Tight End - 89 Keith Cash - 85 Jonathan Hayes Offensive Linemen - 76 John Alt T - 77 Rich Baldinger T - 71 Tom Dohring T - 74 Derrick Graham G/T - 61 Tim Grunhard C - 65 Kani Kauahi G - 72 Dave Lutz G - 79 Dave Szott G - 73 Joe Valerio C Defensive Linemen - 94 Mike Evans DT - 98 Leonard Griffin DE - 63 Bill Maas DE - 75 Joe Phillips NT - 97 Dan Saleaumua NT - 95 Tom Sims NT - 90 Neil Smith DE Linebacker - 57 Chris Martin OLB - 51 Lonnie Marts OLB - 55 Ervin Randle ILB - 52 Tracy Rogers ILB - 54 Tracy Simien ILB - 59 Percy Snow OLB - 58 Derrick Thomas OLB Defensive Back - 30 Martin Bayless SS - 34 Dale Carter CB - 29 Albert Lewis CB - 42 Charles Mincy FS - 24 J.C. Pearson CB - 27 Kevin Porter SS - 31 Kevin Ross CB - 32 Doug Terry FS Special Team - 4 Bryan Barker P - 8 Nick Lowery K |
| Legenda - I rookie sono in corsivo. - Il primo ruolo è il principale mentre gli eventuali successivi indicano i ruoli secondari. - (IR) sta per Injured Reserve ed indica la lista ristretta per un solo giocatore infortunato che può tornare ad allenarsi dopo la settimana 6 e a rientrare in prima squadra dopo che questa ha giocato 8 partite. - (NF-Inj.) / (NF-Ill.) stanno rispettivamente per Non-Football Injured e Non-Football Illness ed indicano le liste dove viene inserito un giocatore che ha un infortunio o una malattia non dipendente dal football americano. - (PUP) sta per Physically Unable to Perform ed indica la lista dove viene inserito un giocatore mentre è in attesa di recuperare la condizione fisica. Nella stagione regolare dopo la sesta partita giocata dalla propria squadra, il giocatore ha tempo tre settimane per riprendere ad allenarsi, più tre settimane aggiuntive dal suo rientro agli allenamenti per rientrare in prima squadra. |

## Calendario
| Stagione regolare |                    |                        |                    |                    |
| Turno             | Data               | Avversario             | Risultato          | Pubblico           |
| 1                 | 6 settembre 1992   | at San Diego Chargers  | V 24–10            | 45,024             |
| 2                 | 13 settembre 1992  | Seattle Seahawks       | V 26–7             | 75,125             |
| 3                 | 20 settembre 1992  | at Houston Oilers      | S 23–20            | 60,955             |
| 4                 | 28 settembre 1992  | Los Angeles Raiders    | V 27–7             | 77,486             |
| 5                 | 4 ottobre 1992     | at Denver Broncos      | S 20–19            | 75,629             |
| 6                 | 11 ottobre 1992    | Philadelphia Eagles    | V 24–17            | 76,626             |
| 7                 | 18 ottobre 1992    | at Dallas Cowboys      | S 17–10            | 64,115             |
| 8                 | 25 ottobre 1992    | Pittsburgh Steelers    | S 27–3             | 76,175             |
| 9                 | Settimana di pausa | Settimana di pausa     | Settimana di pausa | Settimana di pausa |
| 10                | 8 novembre 1992    | San Diego Chargers     | V 16–14            | 72,826             |
| 11                | 15 novembre 1992   | Washington Redskins    | V 35–16            | 75,238             |
| 12                | 22 novembre 1992   | at Seattle Seahawks    | V 24–14            | 49,867             |
| 13                | 30 novembre 1992   | at New York Jets       | V 23–7             | 57,375             |
| 14                | 6 dicembre 1992    | at Los Angeles Raiders | S 28–7             | 45,227             |
| 15                | 12 dicembre 1992   | New England Patriots   | V 27–20            | 52,208             |
| 16                | 20 dicembre 1992   | at New York Giants     | S 35–21            | 53,428             |
| 17                | 27 dicembre 1992   | Denver Broncos         | V 42–20            | 76,240             |

### Playoff
| Playoff  |                |                       |           |          |
| Turno    | Data           | Avversario            | Risultato | Pubblico |
| Wildcard | 2 gennaio 1993 | at San Diego Chargers | S 17–0    | 58,278   |

## Classifiche
| AFC West               |    |    |   |      |     |      |     |     |     |
|                        | V  | S  | P | %    | DIV | CONF | PF  | PS  | STR |
| (3) San Diego Chargers | 11 | 5  | 0 | .688 | 5–3 | 9–5  | 335 | 241 | V7  |
| (6) Kansas City Chiefs | 10 | 6  | 0 | .625 | 6–2 | 8–4  | 348 | 282 | V1  |
| Denver Broncos         | 8  | 8  | 0 | .500 | 4–4 | 7–5  | 262 | 329 | S1  |
| Los Angeles Raiders    | 7  | 9  | 0 | .438 | 4–4 | 5–7  | 243 | 281 | V1  |
| Seattle Seahawks       | 2  | 14 | 0 | .125 | 1–7 | 2–10 | 140 | 312 | S4  |

## Premi
Dale Carter:
rookie difensivo dell'anno